# Eleições legislativas de Israel em setembro de 2019
As eleições para o XXII Knesset foram realizadas em 17 de setembro de 2019. Assim, como nas eleições de abril, nenhum partido conseguiu a maioria absoluta no parlamento israelense, com os dois principais líderes, Benjamin Netanyahu e Benny Gantz, recebendo oportunidades para formar um governo de coalizão com outros partidos.

## Antecedentes
Após as eleições em abril de 2019, o líder do Likud e o primeiro-ministro em funções Benjamin Netanyahu recebeu um mandato do presidente israelita Reuven Rivlin para formar um governo até 29 de maio. 
Netanyahu iniciou negociações para formar uma coligação mas, rapidamente as negociações chegaram a um impasse. Um dos principais pontos de desacordo entre Netanyahu e o partido Yisrael Beitenu era a nova lei de serviço militar, fortemente oposta pelos partidos religiosos. 
Sem chegar a acordo com os partidos religiosos, o Likud tentou virar-se para o Partido Trabalhista mas os trabalhistas rejeitaram qualquer acordo. Os liberais do Azul e Branco também rejeitavam coligar-se com Netanyahu visto os casos judiciais que afetavam o líder do Likud.
Chegado a 29 de maio sem conseguir formar governo, Netanyahu viu o Knesset aprovar a dissolução deste e assim provocar eleições antecipadas que foram marcadas para setembro.

## Principais partidos
| Partido | Partido                                                                      | Líder              | Ideologia                                    | Espectro                |
| ------- | ---------------------------------------------------------------------------- | ------------------ | -------------------------------------------- | ----------------------- |
|         | Likud - Kulanu                                                               | Benjamin Netanyahu | Conservadorismo, Liberalismo económico       | Centro-direita/Direita  |
|         | Azul e Branco - Partido da Resiliência de Israel - Yesh Atid - Telem         | Benny Gantz        | Liberalismo, Sionismo                        | Centro                  |
|         | Lista Conjunta - Hadash - Ta'al - Lista Árabe Unida - Balad                  | Ayman Odeh         | Interesses da minoria árabe, Socialismo      | Esquerda                |
|         | Shas                                                                         | Aryeh Deri         | Conservadorismo social, Populismo de direita | Direita/Extrema-direita |
|         | Judaísmo Unido da Torá                                                       | Yaakov Litzman     | Judaísmo ortodoxo, Sionismo religioso        | Direita/Extrema-direita |
|         | Yamina - Nova Direita - O Lar Judaico - Tkuma                                | Ayelet Shaked      | Sionismo religioso, Nacionalismo sionista    | Direita/Extrema-direita |
|         | Partido Trabalhista - Gesher                                                 | Amir Peretz        | Social-democracia, Sionismo trabalhista      | Centro-esquerda         |
|         | Yisrael Beitenu                                                              | Avigdor Lieberman  | Interesses da minoria russa, Conservadorismo | Direita                 |
|         | União Democrática - Meretz - Movimento Verde - Partido Democrático de Israel | Nitzan Horowitz    | Social-democracia, Ambientalismo             | Centro-esquerda         |
|         | Otzma Yehudit                                                                | Itamar Ben-Gvir    | Ultranacionalismo, Kahanismo                 | Extrema-direita         |

## Resultados Oficiais
| Partido                 | Partido                     | Votos     | %               | +/-   | Deputados | +/-     |
| ----------------------- | --------------------------- | --------- | --------------- | ----- | --------- | ------- |
|                         | Azul e Branco               | 1 151 214 | 25,95 / 100,00  | 0,18  | 33 / 120  | 2       |
|                         | Likud                       | 1 113 617 | 25,10 / 100,00  | 1,36  | 32 / 120  | 3       |
|                         | Lista Conjunta              | 470 211   | 10,60 / 100,00  | 2,77  | 13 / 120  | 3       |
|                         | Shas                        | 330 199   | 7,44 / 100,00   | 1,45  | 9 / 120   | 1       |
|                         | Yisrael Beitenu             | 310 154   | 6,99 / 100,00   | 2,98  | 8 / 120   | 2       |
|                         | Judaísmo Unido da Torá      | 268 775   | 6,06 / 100,00   | 0,28  | 7 / 120   | Estável |
|                         | Yamina                      | 260 655   | 5,87 / 100,00   | Novo  | 7 / 120   | Novo    |
|                         | Partido Trabalhista-Gesher  | 212 782   | 4,80 / 100,00   | 1,36  | 6 / 120   | Estável |
|                         | União Democrática           | 192 495   | 4,34 / 100,00   | 0,71  | 5 / 120   | 1       |
| Barreira de 3,25%       |                             |           |                 |       |           |         |
|                         | Otzma Yehudit               | 83 609    | 1,88 / 100,00   | -     | 0 / 120   | -       |
|                         | Outros (com menos de 1,00%) | 43 095    | 0,95 / 100,00   |       | 0 / 120   |         |
| Votos Inválidos         | Votos Inválidos             | 28 362    |                 |       |           |         |
| Total                   | Total                       | 4 465 168 | 100,00 / 100,00 |       | 120 / 120 |         |
| Eleitorado/Participação | Eleitorado/Participação     | 6 394 030 | 69,83 / 100,00  | 1,37  |           |         |
| Fonte                   | Fonte                       | [ 5 ]     | [ 5 ]           | [ 5 ] | [ 5 ]     | [ 5 ]   |